# Гранильщиков, Юрий Владимирович
Юрий Владимирович Гранильщиков (1929 — 5 августа 1998) — инженер-строитель, мастер спорта СССР по горному туризму, инструктор, судья Всесоюзной категории. Организатор и популяризатор горного туризма в СССР и России. Автор ряда книг и многочисленных публикаций, посвящённых этому виду спорта.

## Биография
Родился в 1929 году в семье инженера-железнодорожника, одного из первых проектировщиков байкало-амурской магистрали. В 1951 окончил Московский институт инженеров транспорта. С 1951 по 1966 годы работал в проектно-изыскательском институте «Мосгипротранс», занимался вопросами проектирования гражданских и промышленных объектов. С 1966 года работал экспертом в Центральном совете по туризму и экскурсиям ВЦСПС, где курировал вопросы проектирования и строительства туристической инфраструктуры на всей территории СССР (гостиниц, кемпингов, горнолыжных центров и т. п.). За свою трудовую деятельность был награждён почётными нагрудными знаками «За активную работу по туризму и экскурсиям» и «За заслуги в развитии туризма и экскурсий».
Ещё студентом Ю. В. Гранильщиков начал заниматься горным туризмом, всего за спортивную карьеру участвовал в почти ста горных походах, из них в 14 IV—V категории сложности (преимущественно в качестве руководителя). В 1957 году он окончил школу инструкторов горного туризма. В 1960-х был завучем в московской городской школе инструкторов-руководителей походов, тренером по альпинизму. С 1973 по 1978 годы входил в состав судейской коллегии по горному туризму, с 1981 года судья всесоюзной категории на чемпионатах СССР по туризму, член Московской и Центральной маршрутно-квалификационной комиссий.
Гранильщиков автор шести книг по теме туризма, а также множества статей и публикаций в таких изданиях, как журналы «Турист», «Физкультура в школе», «Здоровье», в альманахе «Ветер странствий» и других. Как член редакционной коллегии участвовал в создании «Энциклопедии туриста» (главный редактор Е. И. Тамм; 1993), входил в авторский коллектив перечня «Высокогорные перевалы».
Скоропостижно скончался от остановки сердца 5 августа 1998 года во время похода по Западному Кавказу.
В его честь назван один из перевалов в Киргизском хребте.

## Публикации
- Гранильщиков Ю. В., Вейцман С. Г., Шимановский В. Ф. Горный туризм. — М.: Физкультура и спорт, 1966. — 121 с.
- Гранильщиков Ю. В. Методические рекомендации по организации горного путешествия. — М.: ЦРИБ «Турист», 1979. — 70 с.
- Приэльбрусье, Лекзыр, Адырсу / Авторы: А. А. Алексеев, Ю. В. Гранильщиков, В. Ю. Ифраимов, В. А. Кутьков; Составитель: Ю. В. Гранильщиков. — М.: Физкультура и спорт, 1982. — 192 с. — (По родным просторам).
- Гранильщиков Ю. В. Семейный туризм. — М.: Профиздат, 1983. — 112 с.
- Гранильщиков Ю. В. Чегем, Твибер, Безенги. — М.: Физкультура и спорт, 1986. — 161 с. — (По родным просторам). — 50 000 экз.